# 5338 Мішельбланк
5338 Мішельбланк (5338 Michelblanc) — астероїд головного поясу, відкритий 13 вересня 1991 року.
Тіссеранів параметр щодо Юпітера — 3,289.